# Marshall Hawkins
James Marshall Hawkins (Huntington, 3 agosto 1924 – Huntington, 28 ottobre 2010) è stato un cestista statunitense, professionista nella NBL e nella NBA.

## Carriera
Venne selezionato dai Boston Celtics nel Draft BAA 1948.